# 哈蒂瓦奥林匹克体育俱乐部
哈蒂瓦奥林匹克竞技俱乐部,西班牙巴伦西亚自治区哈蒂瓦市的一个足球俱乐部，成立于1932年。该队现参加西班牙足球地区联赛。